# Udo Steinke
Udo Steinke (Łódź, 2 maggio 1942 – Monaco di Baviera, 12 ottobre 1999) è stato uno scrittore tedesco.
Il racconto "Conoscevo Talmann" apparso nel 1980, onorato dal Premio Letterario Bavarese segnò la sua svolta letteraria. Steinke pubblicò altre sei opere prima della sua morte nel 1999. Uno dei temi ricorrenti nella sua prosa è la divisione tedesca come in “Doppeldeutsch”. Tra l'altro Steinke era amico di Heinrich Böll, Willy Brandt e Hans-Dietrich Genscher.
Alla sua memoria letteraria è dedicato l'Istituto Steinke di Bonn, che è stato fondato insieme alla vedova Steinke. L'Istituto custodisce l'archivio Udo Steinke (lasciti di manoscritti, scambi epistolari), organizza letture pubbliche di opere letterarie tenute dagli stessi autori ed è allo stesso tempo una scuola di lingua tedesca per aspiranti studenti stranieri.